# Радица-Крыловка
Ра́дица-Кры́ловка — посёлок городского типа в Брянской области России, подчинён Бежицкому району городского округа город Брянск.

## География
Расположен между Бежицким и Володарским административными районами Брянска, на обоих берегах речки Радица при её впадении в Болву. Железнодорожная платформа Самара-Радица на линии Брянск—Смоленск.

## История
В 1708 году Пётр I подарил земли по рекам Болве и Радице начальнику артиллерии Я. В. Брюсу. В 1741 году эти земли приобрёл заводчик Гончаров, который через несколько лет построил на реке Радице Радицкий железоделательный завод. Отсюда первоначальное название этого посёлка (с 1895 — села) «Радица-Чугунная». В 1869 году этот завод купил известный промышленник С. И. Мальцов и расширил его, перепрофилировав для нужд железной дороги (отсюда второе название этого же села — «Радица-Паровозная»).
В последней четверти XIX века рядом с Радицей возникает посёлок Карачи́ж-Кры́ловский (первоначальное название — «Карачи́жско-Кры́ловские выселки»). Это название обусловлено тем, что посёлок был построен в лесной даче, принадлежавшей обществу крестьян пригородных брянских деревень Карачиж и Кры́ловка.
До 1928 года посёлок Карачиж-Крыловский и село Радица-Чугунная (Радица-Паровозная, в 1920-30-х гг. — Самара-Радица) существовали как самостоятельные населённые пункты. С 1928 по 1931 год оба указанные поселения входили в состав рабочего посёлка Урицкий (существовал до 1950, когда был присоединён к Володарскому району города Брянска). В 1931 году выведены из состава Урицкого и присоединены к городу Бежице, где в конце 1930-х гг. был образован самостоятельный Радица-Крыловский городской район.
В 1940 выделены из состава города Орджоникидзеграда (Бежицы) в самостоятельный населённый пункт — рабочий посёлок Радица-Крыловка, существующий и поныне.
- Значительная территория Радицы-Крыловки расположена в пойме Болвы, для которой во время весеннего паводка характерно существенное (до 7-8 м) повышение уровня воды. Часть территории Радицы-Крыловки практически ежегодно подвергается кратковременному затоплению, население бывает вынуждено передвигаться по посёлку на лодках.[2] Из-за этого, поселок местные именуют «брянской Венецией».[3]
- В 1868 году в селе был основан Радицкий паровозостроительный завод — предшественник современного троллейбусного завода «Тролза».

## Население
| 1959  | 1970  | 1979  | 1989  | 2002  | 2009  | 2010  | 2012  | 2013  |
| ----- | ----- | ----- | ----- | ----- | ----- | ----- | ----- | ----- |
| 3914  | ↗4868 | ↘4358 | ↘3818 | ↘3513 | ↘3422 | ↗3526 | ↗3532 | ↘3521 |
| 2014  | 2015  | 2016  | 2017  | 2018  | 2019  | 2020  | 2021  |       |
| ↘3486 | ↗3489 | ↘3464 | ↘3449 | ↘3421 | ↘3388 | ↘3334 | ↘3151 |       |